# Traktat oregoński

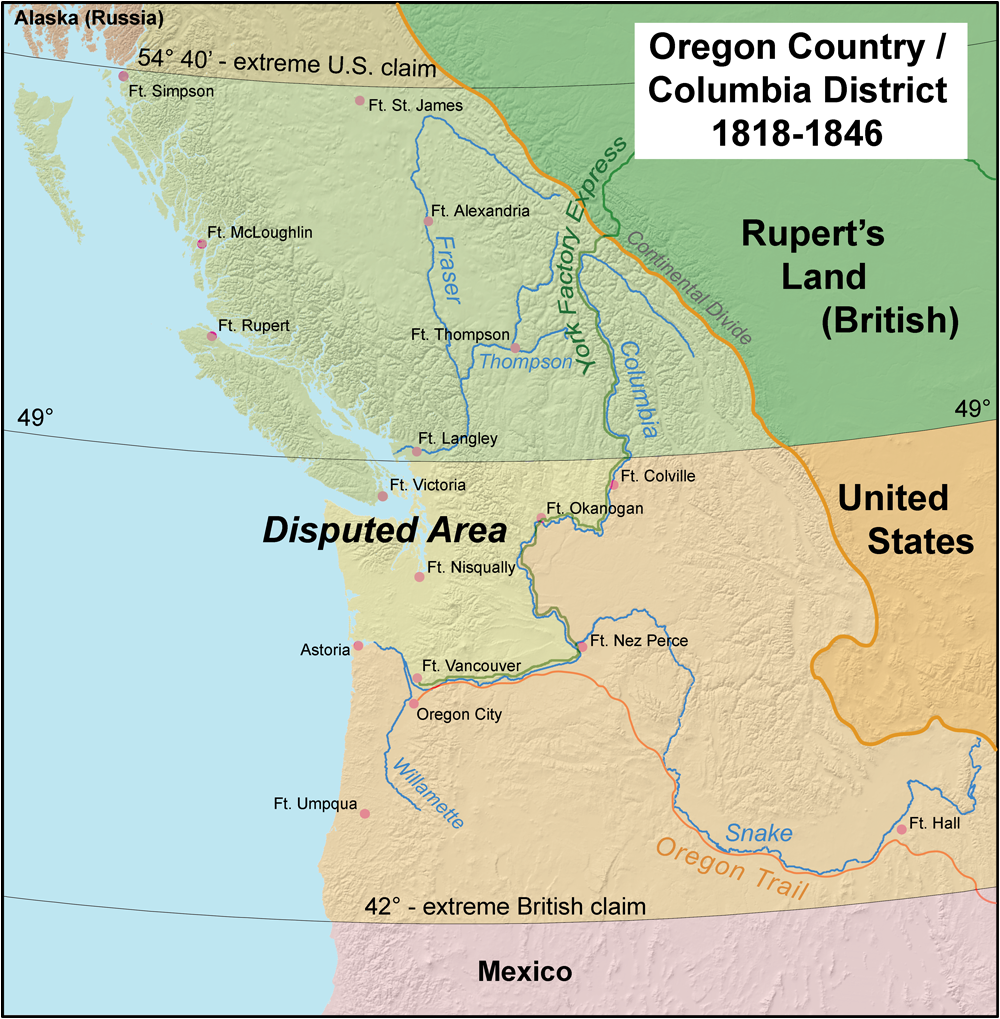
Kraj Oregonu

Traktat oregoński (ang. Oregon Treaty, nazwa oficjalna Treaty with Great Britain, in Regard to Limits Westward of the Rocky Mountains) – porozumienie graniczne zawarte pomiędzy Stanami Zjednoczonymi Ameryki a Wielką Brytanią 5 sierpnia 1846 r. Porozumienie wytyczyło granicę pomiędzy USA i Terytoriami Północno-Zachodnimi i Kolumbią Brytyjską.
Porozumienie oddawało Stanom Zjednoczonym obszary dotychczas kontrolowane przez Kompanię Zatoki Hudsona. Przyłączone terytoria zostały objęte amerykańską administracją jako Terytorium Oregonu, a z czasem utworzono z niego stany Oregon, Waszyngton, Idaho oraz części stanów Montana i Wyoming. Brytyjczycy zachowali pełną kontrolę nad wyspą Vancouver. Żegluga w Cieśninie Juana de Fuca miała być wolna dla obu krajów. Porozumienie podpisali Sekretarz Stanu USA James Buchanan i przedstawiciel Wielkiej Brytanii Richard Pakenham.

## Postanowienia traktatu
Traktat zawierał pięć artykułów:
- Artykuł pierwszy definiował granicę pomiędzy krajami wzdłuż równoleżnika 49°N aż do Cieśniny Juana de Fuca, przez którą miała biec jej środkiem zostawiając całą wyspę Vancouver i szereg innych wysp Wielkiej Brytanii.
- Artykuł drugi dawał Kompanii Zatoki Hudsona prawo do wolnego używania rzeki Kolumbii do transportu towarów, jednakże obowiązywał ją do podporządkowania się wszelkim prawom obowiązującym w USA regulującym żeglugę, transport itp.
- Artykuł trzeci nakazywał respektowanie wszelkich nieruchomości Kompanii Zatoki Hudsona nabytych przed zawarciem traktatu.
- Artykuł czwarty nakazywał respektowanie nieruchomości należących do komuny rolniczej Puget's Sound – Puget's Sound Agricultural Company.
- Artykuł piąty specyfikował warunki ratyfikacji układu przez Prezydenta USA (James K. Polk) i królową Wiktorię nie później niż sześć miesięcy od daty zawarcia traktatu.

## Kontekst historyczny
Druga połowa XIX wieku jest okresem amerykańskiego parcia na zachód. Wyczerpywanie się zasobów ziemi we wschodniej części Stanów Zjednoczonych, poszukiwania zasobów mineralnych wreszcie chęć przygody pchnęło setki tysięcy ludzi na zachód. Wytyczono wtedy szlaki takie, jak Szlak oregoński i Szlak Santa Fe, po których przejeżdżały konwoje tysięcy osadniczych wozów. Ideologiczną podstawę tej ekspansji dało tzw. Objawione Przeznaczenie z 1845 – idea głosząca amerykańskie prawo do wszystkich terytoriów w zachodniej części kontynentu (później rozciągnięty także na Pacyfik i Wyspy Karaibskie stał się podstawą amerykańskiego imperializmu). To parcie na zachód musiało doprowadzić do konfliktów z Wielką Brytanią, która w części rejonów zachodnich posiadała ważne interesy gospodarcze już od wielu dziesięcioleci. Związane one były z działalnością Kompanii Zatoki Hudsona oraz brytyjską obecnością w koloniach Wyspy Vancouver i Brytyjską Kolumbią.
Gdy sytuacja stała się krytyczna wybrano dyplomatyczną drogę rozwiązania sporu. Celem brytyjskim było pozostawienie w rękach całej Ziemi Ruperta oraz terenów wzdłuż rzeki Kolumbii. Strona amerykańska wysuwała różne propozycje między innymi ekstremalną, proponowaną przez demokratów, wyznaczenia granicy wzdłuż równoleżnika 54°40'N. takie rozwiązanie stało się częścią kampanii wyborczej prezydenta Jamesa Polka. Sloganem używanym w jej czasie było Fifty-Four Forty or Fight – "Pięćdziesiąt cztery czterdzieści lub wojna". Po wygranych wyborach odstąpiono jednak od tych ekstremalnych żądań i zwrócono się w stronę kompromisowego porozumienia.
Granica była respektowana przez obie strony, a po 1870 roku zaakceptowana także przez Kanadę. Jedynym punktem spornym był status wyspy San Juan. Ze względu na nieścisłość w traktacie obie strony rościły prawa do niej. Doprowadziło to w 1859 r. do konfliktu zwanego jako Świńska Wojna. Dopiero arbitraż międzynarodowy cesarza Wilhelma I w 1872 doprowadził do zażegnania sporu przyznając wyspę Stanom Zjednoczonym.